# Mori
Mori je italské a japonské příjmení. Japonskou variantu 森 (s významem les; dalšími japonskými (krátkými) variantami se čtením mori/Mori jsou: 杜 (háj), 銛 (harpuna), 母離, 母理, 毛理, 毛利, 守, 母里, 盛り, モリ) je třeba rozlišovat od příjmení 毛利, které se přepisuje jako Móri. V Česku je vzácné.

## Známí nositelé
- Akio Mori (* 1947), japonský fyziolog (森 昭雄)
- Arinori Mori (1847–1889), japonský diplomat, zakladatel moderního japonského systému školství (森 有礼)
- Bárbara Moriová (* 1978), uruguaysko-mexická herečka a modelka
- Camilo Mori (1896–1973), chilský malíř
- Damian Mori (* 1970), australský fotbalista
- Daniele Mori (* 1990), italský fotbalista
- Fabrizio Mori (* 1969), italský atlet
- Francesco Mori (* 1975), italský malíř
- Hiroši Mori, několik osob
- Ikue Mori (* 1953), japonská bubenice a grafická designérka
- Išiko Mori (1899–1972), japonská lékařka
- Joširó Mori (* 1937), japonský politik, dvojnásobný předseda vlády (森 喜朗)
- Kaori Moriová (* 1979), japonská badmintonistka (森 かおり)
- Kjóiči Mori, japonský zoolog (森 恭)
- Manny Mori (* 1948), prezident Mikronésie
- Mari Mori (1903–1987), japonská esejistka (森 茉莉), dcera novelisty a básníka Ógaie Moriho
- Mariko Mori (* 1967), japonská umělkyně pracující s videem a fotografií (森 万里子)
- Massimiliano Mori (* 1974), italský cyklista
- Naoko Moriová (* 1971), britská herečka japonského původu (森 尚子)
- Nicolas Mori (1796–1839), anglický houslista a dirigent italského původu
- Generálporučík Ógai Mori (1862–1922), japonský novelista a básník (森 鷗外)
- Primo Mori (* 1944), italský cyklista
- Simone Mori (* 1972), italský cyklista
- Šigefumi Mori (* 1951), japonský matematik (森 重文)
- Šindži Mori (* 1974), japonský baseballista (森 慎二)
- Šin'iči Mori (* 1947), japonský zpěvák (森 進一)
- Tacuja Mori (* 1956), japonský režisér dokumentárních filmů (森 達也)
- Taikičiró Mori (1904–1993), japonský zakladatel stavební firmy Mori Building Co., Ltd. (森 泰吉郎)
- Takadži Mori (1943–2011), japonský fotbalista a trenér (森 孝慈)
- Tomonobu Mori (1556–1615), japonský válečník (母里 友信)

## Sídla
- Mori (autonomní okres) – autonomní okres v autonomním kraji Čchang-ťi v autonomní oblasti Sin-ťiang v Číně